# Dorfkirche Großkröbitz

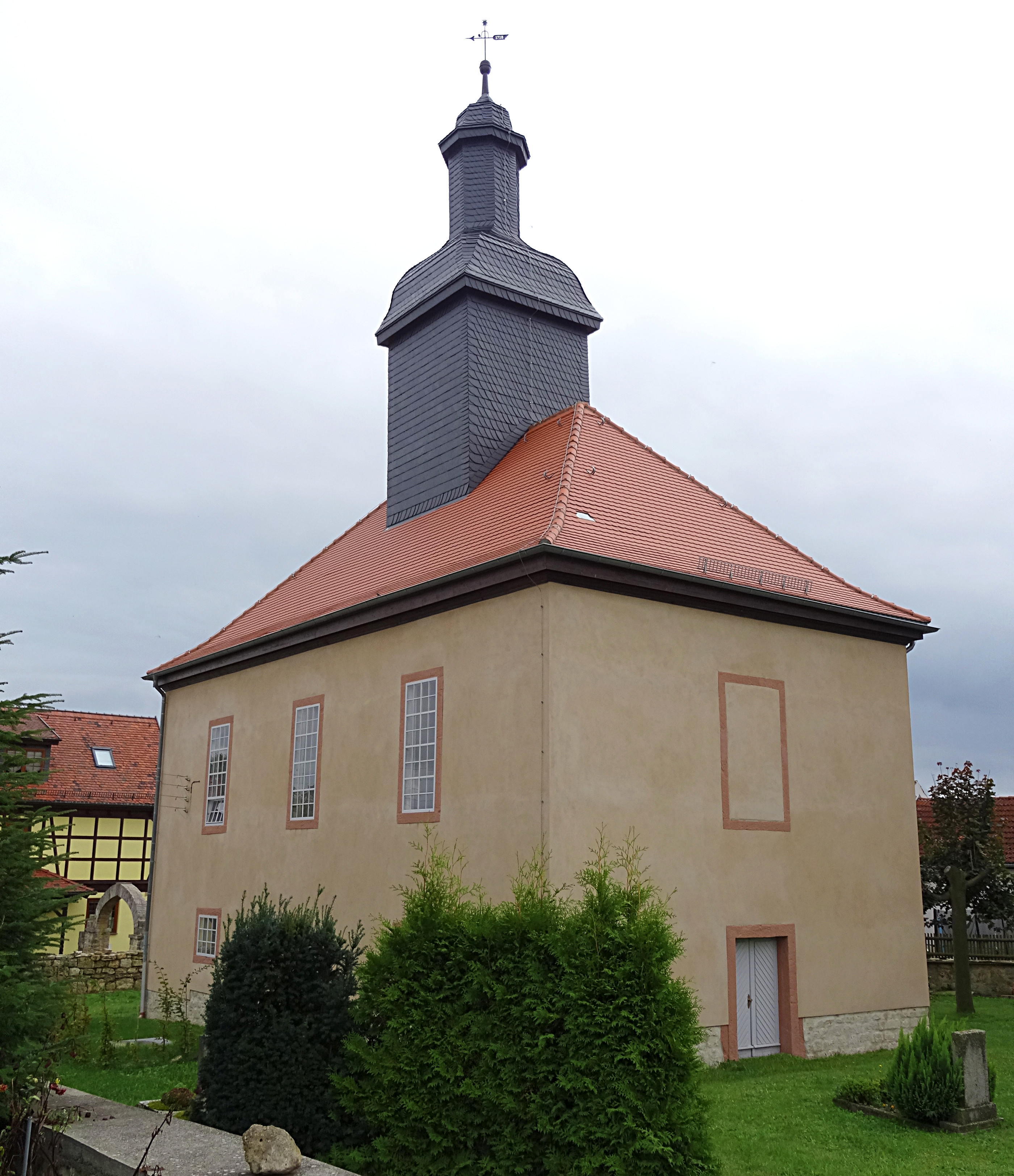
Die Kirche

Die Dorfkirche Großkröbitz steht im Ortsteil Großkröbitz der Gemeinde Milda im Saale-Holzland-Kreis in Thüringen. Sie ist St. Michael gewidmet und gehört zum Kirchenkreis Jena.

## Lage
Die Dorfkirche befindet sich in zentraler Lage des Dorfes.

## Geschichte
Nach einer Inschrift in der Ostseite der Kirche wurde sie 1718 neu gebaut. Es gab eine Vorgängerkirche, deren Baujahr nicht bekannt ist. Das neue Gotteshaus ist eine Saalkirche mit Walmdach und Dachreiter und besitzt zwei umlaufende Fensterreihen. An der Südseite sind zwei sächsische Wappen eingemeißelt. Die Ausstattung stammt aus der Erbauungszeit mit umlaufenden Emporen an den Längsseiten zweigeschossig. Die Orgel ist von Louis Poppe aus Roda 1838 eingebaut worden. Die heutige braune Farbgebung der Ausstattung ist von 1937. Die drei Bronzeglocken im Dachreiter wurden im 14. Jahrhundert, 1712 und 1973 gegossen.

## Vorgängerkirche
Aus dem 14. Jahrhundert sind
- der steinerne, spätmittelalterliche Opferstock und
- die Glocke aus dem 14. Jahrhundert erhalten.

Daraus datiert man die Vorgängerkirche in das 14. Jahrhundert.